# 楊致和 (作家)
楊致和（英語：Jeff Yang，約1967/1968年－）是一名臺灣裔美國作家、記者、商人和商業兼媒體顧問，為《華爾街日報》撰寫陶瓊斯專欄。在此之前，他是《舊金山紀事報》的「亞洲流行」專欄作家。

## 教育
楊致和於1989年畢業於哈佛大學，獲得心理學學士學位。

## 職業生涯
楊致和曾寫過《曾經的中國：香港、臺灣和中國大陸的電影指南》、《我是成龍：我的特技生活》（與成龍合作）、《東方標準時間：美國文化中的亞洲影響指南，從阿童木到禪宗》以及《秘密身份：亞裔美國超級英雄選集》。他最近與人合寫《秘密身份》系列的第二部漫畫小說《破碎：亞裔美國人漫畫選集》。此外，他還為《鄉村之聲》、《VIBE》、《Spin》和《Portfolio.com》撰寫文章。
此外，楊致和也擔任Iconoculture公司的商業兼媒體顧問，負責向亞裔美國消費者進行營銷。在加入Iconoculture之前，楊致和是Factor, Inc.的執行長，這是另一家針對亞裔美國人的營銷諮詢公司。從1989年到2002年該公司倒閉，楊致和是《A雜誌》的出版人，當時是美國亞裔發行量最大的英文雜誌。這本雜誌是由他在哈佛大學讀書時編輯的一份本科生刊物發展而來的。楊致和製作了第一個美國亞裔電視節目《Stir (TV series)》。
他是美國亞裔記者協會的成員，並曾在美國亞裔司法中心、美國亞裔促進正義協會和華美協進社的諮詢委員會任職。
2022年3月，楊致和與王振翔及菲爾·尤共同撰寫並發行《RISE：從九十年代到現在的美國亞裔流行史》。

## 個人生活
楊致和於2002年與胸腔外科醫師助理希瑟·應（Heather Ying）結婚，並於2013年離婚。他們有兩個兒子，其中大兒子楊升德是2015年ABC電視連續劇《菜鳥新移民》的主演，該劇根據黃頤銘的回憶錄《初來乍到：回憶錄》改編。

## 外部連結
- Asian American Justice Center bio （页面存档备份，存于）
- Asian Pop column archive （页面存档备份，存于）, San Francisco Chronicle
- INSTANT YANG, Jeff Yang's mailing list
- Random House co-author bio （页面存档备份，存于） for I am Jackie Chan
- Wedding vows: Heather Ying & Jeff Yang （页面存档备份，存于）, The New York Times, Aug. 25, 2002
- Secret Identities Official Web site （页面存档备份，存于）